# Movistar Open 1993
Il Movistar Open 1993 è stato un torneo di tennis giocato sulla terra rossa. È stata la 1ª edizione del torneo, che ha fatto parte della categoria ATP World Series nell'ambito dell'ATP Tour 1993. Si è giocato a Santiago in Cile dal 25 al 31 ottobre 1993.

## Partecipanti

### Teste di serie
| Nazionalità | Giocatore           | Ranking | Testa di serie |
| ----------- | ------------------- | ------- | -------------- |
| Perù        | Jaime Yzaga         | 29      | 1              |
| Australia   | Richard Fromberg    | 38      | 2              |
| Spagna      | Alberto Berasategui | 47      | 3              |
| Brasile     | Luiz Mattar         | 49      | 4              |
| Spagna      | Emilio Sánchez      | 51      | 5              |
| Francia     | Fabrice Santoro     | 67      | 6              |
| Marocco     | Younes El Aynaoui   | 61      | 7              |
| Spagna      | Àlex Corretja       | 68      | 8              |

## Campioni

### Singolare maschile
Javier Frana ha battuto in finale  Emilio Sánchez con il punteggio di 7–5, 3–6, 6–3

### Doppio maschile
Mike Bauer /  David Rikl hanno battuto in finale  Christer Allgårdh /  Brian Devening con il punteggio di 7–6, 6–4